# 村田周陽
村田 周陽（むらた しゅうよう、1970年12月30日 - ）は、元小島プロダクション所属のゲームクリエイター。ムラシューの愛称で呼ばれている。

## 概要
1995年にコナミ入社後、ラジオドラマの脚本、演出に携わる。代表作には『クリック&デッド NETWAYスイーパーズ』『メタルギアソリッド』『ときめきメモリアル 虹色の青春 forever』『ときめきメモリアル 彩のラブソング with you』など。制作、出版されたCDの数は50にも及ぶ。
1999年、小島秀夫の誘いにより『KCEジャパン（後の小島プロダクション）』へ異動。『メタルギアソリッド2』制作当時までは、おもに取扱説明書などのパブリシティ関係の仕事に携わる。
『メタルギア ゴーストバベル』では、無線通信内のパロディドラマ『アイデアスパイ 2.5（ツー・ハン）』を執筆。『METAL GEAR SOLID 2 -THE TRAILER-』では、「E3・2000」でのKCEジャパンの様子をレポート。撮影・監督・編集をおこなう。
『ZONE OF THE ENDERS Z.O.E』では監督・岡村憲明の脚本補とレンダーデモ監督を務める。
『Z.O.E』の続編『ANUBIS ZONE OF THE ENDERS』では岡村憲明の後任の監督を小島秀夫に託され、これが初監督作品となる。
『メタルギアソリッド2』では、ゲーム内のパロディ小説『シャドーモセスで明かされた驚愕の陰謀』を執筆。
『メタルギアソリッド3』では、小島秀夫、福島智和と共に脚本にも参加。また、劇中劇的にゲーム中に登場する、悪夢ゲーム『ガイ・サベージ』の監督も担当。
『メタルギアソリッド4』では、ディレクターとして初参加。小島秀夫と共に、脚本・監督を担当している。
『メタルギアソリッド ピースウォーカー』では、脚本・演出等を担当。
『メタルギアソリッドV』でも脚本に参加している。
小島秀夫が新たに立ち上げたコジマプロダクションの『DEATH STRANDING』では小島秀夫、野島一人（矢野健二）と共に脚本を担当。
『DEATH STRANDING 2: ON THE BEACH』でも、前作同様に小島秀夫、矢野健二と共に脚本を担当した。
小島秀夫の音声ブログ『HIDECHAN! ラジオ』内では、パロディドラマ『アイデアスパイ 2.5（ツー・ハン）』の脚本も担当し、自ら出演も果たす（しかし同ラジオ内では小島秀夫に絶交されたり、「ゲームデザイナーに向いていない人」と言われたりと散々な扱いをされている）。

## 声優出演
JEA幹部A - インターネットパイロットドラマ・2.5大作戦（脚本・原作者自身の出演）